# Казорате Семпионе
Казора̀те Семпио̀не (на италиански: Casorate Sempione; на ломбардски: Casoràa Sempiun, Казораа Семпиун) е градче и община в Северна Италия, провинция Варезе, регион Ломбардия. Разположено е на 285 m надморска височина. Населението на общината е 5699 души (към 2017 г.).